# Landkreis Landshut
Landkreis Landshut er en landkreis der ligger i den vestlige del af regierungsbezirk Niederbayern i  den tyske delstat Bayern. Nabolandkreise er mod nordvest Landkreis Kelheim, mod nord Landkreis Regensburg, mod nordøst Landkreis Straubing-Bogen, mod øst Landkreis Dingolfing-Landau og Landkreis Rottal-Inn, mod syd Landkreis Mühldorf am Inn og Landkreis Erding og mod vest Landkreis Freising. Den kreisfri by Landshut ligger som en enklave midt i området.

## Geografi
Landkreis Landshut er et bakket område, der gennemskæres af den fra vest, mod øst løbende flod Isar, der er en biflod til Donau. Floden deler området i to næsten lige store dele. Området nord for Isar, på venstre side af floden kaldes Donau-Isar-Hügelland,  og området syd for floden, på højre side, kaldes Isar-Inn-Hügelland. Ud og Isar er yderligere to større floder:  I den sydlige del af  kreisen Vils, der har sit udløb i Donau ved Vilshofen udenfor landkreisen. Mod  nordvest gennemskærer floden Große Laber området i nordlig retning, inden den i nærheden af Straubing også munder ud i Donau.

## Byer og kommuner
Kreisen havde 67135  indbyggere pr.  2018-12-31

| Byer 1. Rottenburg a.d.Laaber (8267 ) 2. Vilsbiburg (12074) Købstæder (markt) 1. Altdorf (\|11215) 2. Ergolding (12571) 3. Ergoldsbach (8036) 4. Essenbach (12027) 5. Geisenhausen (7321) 6. Pfeffenhausen (5096) 7. Velden (6576) Kommuner 1. Adlkofen (4321) 2. Aham (1912) 3. Altfraunhofen (2393) 4. Baierbach (781) 5. Bayerbach b.Ergoldsbach (1921) 6. Bodenkirchen (5284) 7. Bruckberg (5547) 8. Buch am Erlbach (3868) 9. Eching (4119) 10. Furth (3619) 11. Gerzen (1838) 12. Hohenthann (4170) 13. Kröning (2053) 14. Kumhausen (5421) 15. Neufahrn i.NB (4176) 16. Neufraunhofen (1092) 17. Niederaichbach (3982) 18. Obersüßbach (1744) 19. Postau (1654) 20. Schalkham (922) 21. Tiefenbach (3813) 22. Vilsheim (2575) 23. Weihmichl (2518) 24. Weng (1445) 25. Wörth a.d.Isar (2947) 26. Wurmsham (1400) Verwaltungsgemeinschafte 1. Altfraunhofen (Kommunerne Altfraunhofen og Baierbach) 2. Ergoldsbach (Købstaden Ergoldsbach og kommunen Bayerbach b.Ergoldsbach) 3. Furth (Kommunerne Furth, Obersüßbach og Weihmichl) 4. Gerzen (Kommunerne Aham, Gerzen, Kröning og Schalkham) 5. Velden (Købstaden Velden und kommunerne Neufraunhofen und Wurmsham) 6. Wörth a.d.Isar (Kommunerne Postau, Weng og Wörth a.d.Isar) |